# Julia Lubomirska
La princesa Julia Lubomirska (1764 - 22 de agosto de 1794) fue una importante mujer de la nobleza polaca, activista patriota y recordada por su vida sentimental.

## Biografía
Era hija de Izabela Lubomirska, una de las personas más ricas de su época y prima del rey Estanislao II de Polonia, y del Gran Mariscal de la Corona Estanisłao Lubomirski. Mujer de gran belleza, se la llegó a conocer en Polonia como «Giulietta la bella».
En 1785 se casó en Wilanów con Juan Nepomuceno Potocki, escritor de viajes más conocido por su novela El manuscrito encontrado en Zaragoza y por ser la primera persona en Polonia que voló en globo aerostático. Poco después de la boda, viajaron juntos a Italia, Francia, Gran Bretaña y los Países Bajos durante tres años. Durante este tiempo, dio a luz a Alfred y Artur mientras se alojaba en casa de su madre.
Regresaron en 1788, cuando Jan fue enviado a la Gran Sejm. Julia apoyó la Constitución del 3 de mayo. Por entonces conoció a Eustachy Erazm Sanguszko, también presente en Gran Sejm, con quien mantuvo un sonado romance. Les separó la participación de él en la guerra polaco-rusa de 1792 y el levantamiento de Kościuszko, aunque mantuvieron la correspondencia. Tras el triunfo de Rusia sobre la Constitución y la adhesión del rey a la Confederación Targóvica, Julia y su marido regresaron a Francia, donde él mantenía relación con los jacobinos. Mientras (enero de 1793) apoyaba financiera y logísticamente a Tadeusz Kościuszko. Después de esto, Jan marchó a Alemania y ella regresó a Polonia.
Murió de tuberculosis, con su marido y sus dos hijos junto a su lecho de muerte. La actual familia real de Liechtenstein desciende del hijo de Julia, Alfred Wojciech Potocki.